# امبواساری سود
امبواساری سود (به لاتین: Amboasary Sud) یک سکونتگاه مسکونی در ماداگاسکار است که در آنوسی (ماداگاسکار) واقع شده‌است.